# Coppa Italia 1998-1999 (pallavolo femminile)
La Coppa Italia di pallavolo femminile 1998-1999 è stata la 21ª edizione della coppa nazionale d'Italia e si è svolta dal 18 novembre 1998 al 27 febbraio 1999. Alla competizione hanno partecipato 12 squadre e la vittoria finale è andata per la seconda volta alla Pallavolo Sirio Perugia.

## Squadre partecipanti
| - Bergamo - Matera - Modena - Centro Ester - Palermo - Sirio Perugia | - Olimpia Ravenna - Virtus Reggio Calabria - Reggio Emilia - Canottieri Aniene - Spezzano - Vicenza |

## Torneo

### Tabellone
|  | Playoff                | Playoff                |                 |                        | Quarti di finale | Quarti di finale       |              |                 | Semifinali      | Semifinali |  |  | Finale | Finale |
|  |                        |                        |                 |                        |                  |                        |              |                 |                 |            |  |  |        |        |
|  |                        |                        |                 |                        |                  |                        |              |                 |                 |            |  |  |        |        |
|  |                        |                        |                 |                        |                  |                        |              |                 |                 |            |  |  |        |        |
|  | Bergamo                | 2 - 0                  |                 |                        |                  |                        |              |                 |                 |            |  |  |        |        |
|  | Bergamo                | 2 - 0                  | Modena          | 3 - 0                  |                  |                        |              |                 |                 |            |  |  |        |        |
|  |                        | Sirio Perugia          | Modena          | 3 - 0                  | 3 - 3            |                        |              |                 |                 |            |  |  |        |        |
|  | Sirio Perugia          | Sirio Perugia          | 0 - 3           |                        | 3 - 3            | Sirio Perugia          | 3            |                 |                 |            |  |  |        |        |
|  | Sirio Perugia          |                        | 0 - 3           |                        |                  | Sirio Perugia          | 3            |                 |                 |            |  |  |        |        |
|  |                        |                        |                 | Vicenza                | 0                |                        |              |                 |                 |            |  |  |        |        |
|  | Canottieri Aniene      | 2 - 0                  |                 | Vicenza                | 0                |                        |              |                 |                 |            |  |  |        |        |
|  | Canottieri Aniene      | 2 - 0                  | Vicenza         | 3 - 3                  |                  |                        |              |                 |                 |            |  |  |        |        |
|  |                        | Vicenza                | Vicenza         | 3 - 3                  | 3 - 3            |                        |              |                 |                 |            |  |  |        |        |
|  | Spezzano               | Vicenza                | 0 - 0           |                        | 3 - 3            | Sirio Perugia          | 3            |                 |                 |            |  |  |        |        |
|  | Spezzano               |                        | 0 - 0           |                        |                  | Sirio Perugia          | 3            |                 |                 |            |  |  |        |        |
|  |                        |                        |                 | Virtus Reggio Calabria | 0                |                        |              |                 |                 |            |  |  |        |        |
|  | Reggio Emilia          | 1 - 1                  |                 | Virtus Reggio Calabria | 0                |                        |              |                 |                 |            |  |  |        |        |
|  | Reggio Emilia          | 1 - 1                  | Matera          | 0 - 0                  |                  |                        |              |                 |                 |            |  |  |        |        |
|  |                        | Virtus Reggio Calabria | Matera          | 0 - 0                  | 3 - 3            |                        |              |                 |                 |            |  |  |        |        |
|  | Virtus Reggio Calabria | Virtus Reggio Calabria | 3 - 3           |                        | 3 - 3            | Virtus Reggio Calabria | 3            | Finale 3º posto | Finale 3º posto |            |  |  |        |        |
|  | Virtus Reggio Calabria |                        | 3 - 3           |                        |                  | Virtus Reggio Calabria | 3            | Finale 3º posto | Finale 3º posto |            |  |  |        |        |
|  |                        |                        |                 | Centro Ester           | 2                |                        |              |                 |                 |            |  |  |        |        |
|  | Centro Ester           | 1 - 3                  |                 | Centro Ester           | 2                |                        |              |                 |                 |            |  |  |        |        |
|  | Centro Ester           | 1 - 3                  | Olimpia Ravenna | 3 - 3                  |                  |                        | Centro Ester | 1               |                 |            |  |  |        |        |
|  |                        | Olimpia Ravenna        | Olimpia Ravenna | 3 - 3                  | 3 - 0            |                        | Centro Ester | 1               |                 |            |  |  |        |        |
|  | Palermo                | Olimpia Ravenna        | 0 - 2           |                        | 3 - 0            | Vicenza                | 3            |                 |                 |            |  |  |        |        |
|  | Palermo                |                        | 0 - 2           |                        |                  | Vicenza                | 3            |                 |                 |            |  |  |        |        |

### Risultati

#### Ottavi di finale

##### Andata
| 18 novembre 1998 - ore 20:30 PalaSassi, Matera                   | Matera          | 0 - 3 | Virtus Reggio Calabria | 15-17, 10-15, 9-15 |
| 18 novembre 1998 - ore 20:30 Palasport Città di Vicenza, Vicenza | Vicenza         | 3 - 0 | Spezzano               | 15-10, 15-5, 15-6  |
| 18 novembre 1998 - ore 20:30 PalaPanini, Modena                  | Modena          | 3 - 0 | Sirio Perugia          | 15-12, 15-11, 15-7 |
| 18 novembre 1998 - ore 20:30 PalaDeAndrè, Ravenna                | Olimpia Ravenna | 3 - 0 | Palermo                | 15-12, 15-10, 15-3 |

##### Ritorno
| 25 novembre 1998 - ore 20:30 PalaPentimele, Reggio Calabria | Virtus Reggio Calabria | 3 - 0 | Matera          | 15-9, 15-12, 15-4              |
| 25 novembre 1998 - ore 20:30 PalaPaganelli, Sassuolo        | Spezzano               | 0 - 3 | Vicenza         | 9-15, 6-15, 9-15               |
| 25 novembre 1998 - ore 20:30 PalaEvangelisti, Perugia       | Sirio Perugia          | 3 - 0 | Modena          | 15-13, 15-7, 15-5              |
| 25 novembre 1998 - ore 20:30 PalaUditore, Palermo           | Palermo                | 2 - 3 | Olimpia Ravenna | 15-7, 9-15, 7-15, 15-11, 12-15 |

#### Quarti di finale

##### Andata
| 2 dicembre 1998 - ore 20:30 PalaBigi, Reggio Emilia        | Reggio Emilia     | 1 - 3 | Virtus Reggio Calabria | 15-10, 8-15, 9-15, 5-15           |
| 2 dicembre 1998 - ore 20:30 Palazzetto dello Sport, Roma   | Canottieri Aniene | 2 - 3 | Vicenza                | 11-15, 15-10, 15-10, 12-15, 11-15 |
| 2 dicembre 1998 - ore 20:30 PalaNorda, Bergamo             | Bergamo           | 2 - 3 | Sirio Perugia          | 6-15, 15-7, 14-16, 15-10, 14-16   |
| 2 dicembre 1998 - ore 20:30 Palazzetto dello Sport, Napoli | Centro Ester      | 1 - 3 | Olimpia Ravenna        | 6-15, 15-12, 9-15, 8-15           |

##### Ritorno
| 9 dicembre 1998 - ore 20:30 PalaPentimele, Reggio Calabria      | Virtus Reggio Calabria | 3 - 1 | Reggio Emilia     | 9-15, 15-9, 16-14, 15-9 |
| 9 dicembre 1998 - ore 20:30 Palasport Città di Vicenza, Vicenza | Vicenza                | 3 - 0 | Canottieri Aniene | 15-6, 15-6, 15-12       |
| 9 dicembre 1998 - ore 20:30 PalaEvangelisti, Perugia            | Sirio Perugia          | 3 - 0 | Bergamo           | 15-8, 15-12, 16-14      |
| 9 dicembre 1998 - ore 20:30 PalaDeAndrè, Ravenna                | Olimpia Ravenna        | 0 - 3 | Centro Ester      | 5-15, 5-15, 12-15       |

#### Semifinali
| 26 febbraio 1999 - ore 17:30 PalaEvangelisti, Perugia | Virtus Reggio Calabria | 3 - 2 | Centro Ester | 15-4, 13-15, 14-16, 16-14, 15-7 |
| 26 febbraio 1999 - ore 20:30 PalaEvangelisti, Perugia | Sirio Perugia          | 3 - 0 | Vicenza      | 15-11, 16-14, 15-11             |

#### Finale 3º posto
| 27 febbraio 1999 - ore 11:00 PalaEvangelisti, Perugia | Centro Ester | 1 - 3 | Vicenza | 15-8, 12-15, 7-15, 6-15 |

#### Finale
| 27 febbraio 1999 - ore 15:15 PalaEvangelisti, Perugia | Sirio Perugia | 3 - 0 | Virtus Reggio Calabria | 15-9, 15-10, 15-11 |